# Paavo Kortekangas
Paavo Yrjö Antero Kortekangas, född 4 november 1930 i Lapinlax, död 21 juli 2013 i Tammerfors, var biskop i Kuopio stift i Evangelisk-lutherska kyrkan i Finland mellan åren 1974 och 1981 samt biskop i Tammerfors stift mellan åren 1981 och 1996.
Före sin tid som biskop verkade Kortekangas vid Teologiska fakulteten vid Helsingfors universitet som professor i modern kyrkohistoria och kyrkosociologi. Teologie kandidat blev han 1952, licentiat 1965 och doktor samma år. filosofie kandidat blev han år 1955. Kortekangas försökte bli biskop i Tammerfors redan år 1966 som 35-årig, men blev inte vald.
Under 1950- och 1960-talet verkade Kortekangas i flera olika uppgifter inom församling och akademivärld.
Kompositör Olli Kortekangas är son till Paavo Kortekangas.

## Utmärkelser
- Kommendörstecknet av I klass av Finlands Lejons orden[1]
- Militärens förtjänstmedalj[1]
- Andra graden av Apostlalika storhertigen Vladimirs orden[2]

[Redigera Wikidata]